# Noces jueves al Marroc
Noces jueves al Marroc (en francès, Noce juive au Maroc) és una pintura del romàntic francès Eugène Delacroix que va fer potser en 1839 amb apunts i esboços fets durant el seu viatge al Marroc. Se sap que Delacroix va assistir a unes noces a Tànger. El quadre es troba al museu del Louvre, a París.

## Descripció
El quadre mostre el pati interior d'una casa marroquina a la qual hi ha reunida molta gent, amb diferents postures, gests i mirades. Al fons, uns homes asseguts fan música mentre una dona balla. Les diferentes portes, balcons i finestres atrauen l'atenció, obertes tancades, alguna cosa passa a l'interior. El centre de la multitud està buit, i al mig del quadre hi ha una paret blanca, fets que remeten a alguns a l'absència de la núvia en aquesta cerimònia.

## Estil
El quadre té un tema orientalista, molt del gust dels romàntics. Els colors són els típics de Delacroix, pastels, amb forts contrastos amb negre i petites taques de colors primaris i molt vius (vermell, blau, groc, blanc) que restitueixen la lluminositat dels colors orientals. L'escena té molta profunditat, aconseguida per les línies arquitectòniques però sobretot pels contrastos de llum i ombra.